# Parelaptus viossati
Parelaptus viossati är en skalbaggsart som beskrevs av Reé Michel Quentin och Jean François Villiers 1974. Parelaptus viossati ingår i släktet Parelaptus och familjen långhorningar.
Artens utbredningsområde är Madagaskar. Inga underarter finns listade i Catalogue of Life.